# Nipper
Nipper (1884–1895) foi um cão que serviu como modelo para uma pintura intitulada His Master's Voice. Sua imagem foi a base para o  logotipo cão e gramofone usado por vários selos fonográficos: Victor Talking Machine Company, Gramophone Company, Berliner Gramophone, His Master's Voice, HMV Retail Ltd., EMI, RCA, RCA Victor, Victrola, Electrola, Bluebird, Zonophone, JVC and Deutsche Grammophon.

## Biografia

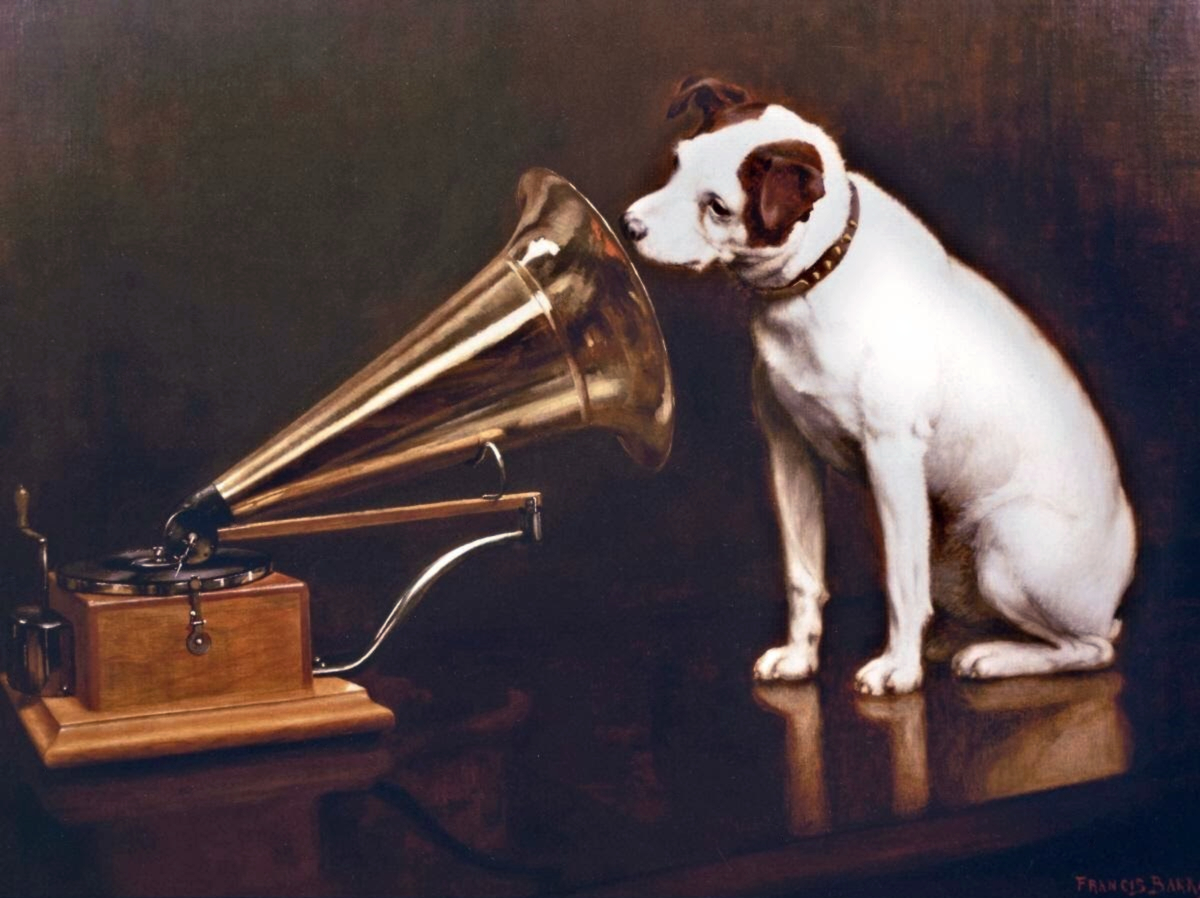
A obra original "His Master's Voice".

Nipper nasceu em 1884 em Bristol, Inglaterra, e morreu em setembro de 1895. Ele era um cão mestiço, que provavelmente tinha parte Jack Russell Terrier. Algumas fontes sugerem que ele era um Fox Terrier, "parte Bull Terrier". Ele ganhou o nome de Nipper (em português: alicate) porque costumava morder os traseiros dos visitantes de seu dono.
Nipper vivia com seu dono, Mark Henry Barraud, no Prince's Theatre, onde Barraud trabalhava como cenografista. Quando Barraud faleceu em 1887, seus irmãos Philip and Francis Barraud cuidaram do cão. Nipper morreu de causas naturais em 1895 e foi enterrado em Kingston upon Thames, na Clarence Street, um pequeno parque cercado por magnólias. Com o passar do tempo, na área foi construído o prédio do Lloyds Bank, que agora ocupa o lugar. No muro do banco, bem ao lado da entrada, há uma placa em homenagem a Nipper que permanece lá até hoje.
Em 10 de março de 2010, uma pequena estrada perto do local de descanso de Nipper em Kingston upon Thames foi nomeada como Nipper Alley em homenagem ao seu residente.

## Ícone publicitário

Nipper ilustrando o selo His Master's Voice.

Em 1898, três anos após a morte de Nipper, Francis Barraud, seu último dono e irmão do primeiro dono, pintou o retrato de Nipper ouvindo um fonógrafo.  Pensando na Edison-Bell Company que se localizava em Nova Jersey, USA, encontrasse alguma utilidade na obra, ele a apresentou a James E. Hough, que disse, "Cães não escutam fonógrafos". Em 31 de maio de 1899, Barraud foi até o escritório na Maiden Lane da The Gramophone Company com a intenção de obter o empréstimo de um chifre de bronze para substituir o chifre preto original na pintura. O diretor William Barry Owen sugeriu que se o artista substituísse a máquina com um gramofone, a companhia compraria a pintura. A pintura tornou-se a marca de sucesso dos selos fonográficos Victor e HMV, lojas de discos da HMV, e da RCA, após a aquisição da Victor Company em 1929. A marca foi registrada por Berliner para uso apenas nos EUA em 10 de julho de 1900.

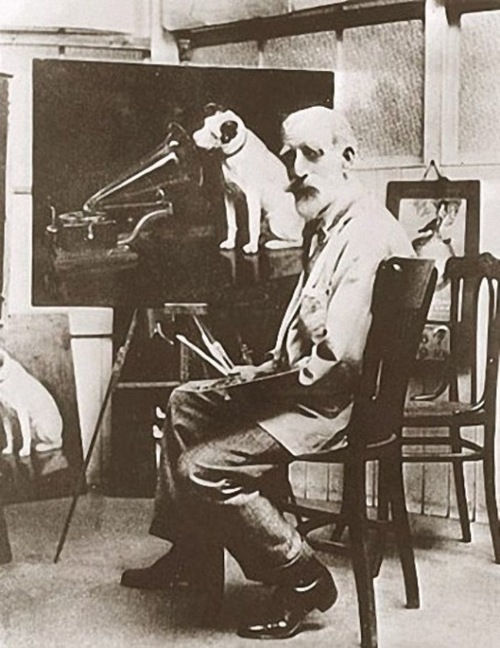
Francis Barraud e sua obra "His Master's Voice".

O lema "His Master's Voice", junto com a pintura, foi vendido para a The Gramophone Company por 100 libras - 50 libras pelos direitos autorais e 50 libras pela pintura em si. Francis Barraud disse: "É muito difícil de dizer como a ideia veio até mim além do fato disso por apenas retratar meu cachorro escutando música em um gramofone, com uma inteligente e ao invés de uma expressão confusa, e nomear a isso como 'A Voz de seu Mestre', que fez dele um excelente sujeito Nós tínhamos um fonógrafo e muitas vezes notei como ele ficava confuso por não entender de onde a voz vinha. Certamente foi o pensamento mais feliz que eu já tive."
A obra original pintada a óleo decorou a sala de reunião da EMI em Hayes, Middlesex por muitos anos.

## Legado

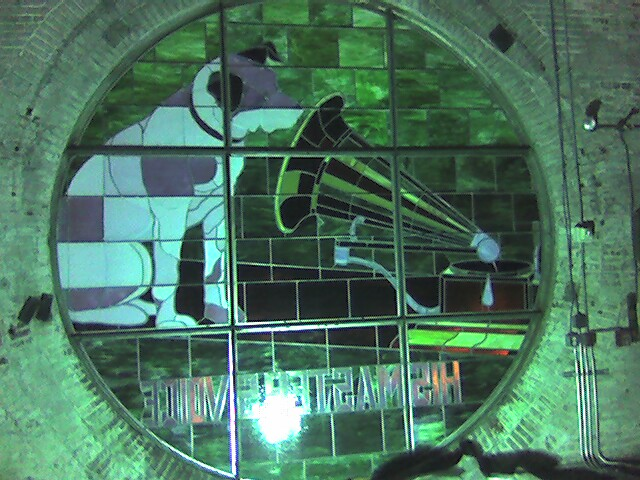
Nipper em um mosaico de vidro no topo do "Nipper Building", o antigo prédio da RCA em Camden, Nova Jersey. Essa foto tirada ao lado da torre, mostra uma substituição feita em 2003, que fora feita sobre a substituição de 1979, que substituiu o mosaico original de 1915

A icônica imagem do fox/bull terrier, Nipper, olhando diretamente o fonógrafo tornou-se um símbolo internacional de qualidade e excelência para a Victor Talking Machine Company. Nipper viveu através de outra marcas; ele até apareceu em anúncios na televisão com o seu "filho", um filhote conhecido como Chipper que foi adicionado à família RCA em 1991. Cães reais continuam atuando nos papéis de Nipper e Chipper, mas Chipper foi substituído com muito mais frequência, pelo fato de o personagem ser um filhote.
Nipper continua sendo o mascote das lojas da HMV nos países em que há a licença da marca. Tanto a RCA Records, como a EMI tiveram defasada a imagem de Nipper no mercado de música global, devido à propriedade fragmentada da marca.
A Victor Company do Japão (JVC) também usa o logo, incluindo o slogan "His Master's Voice".
Uma pequena estátua de Nipper pode ser vista acima de uma porta do Merchant Venturers Building, na esquina do Park Row e da Woodland Road em Bristol; esse prédio, parte da Universidade de Bristol, está perto do antigo Prince's Theatre.

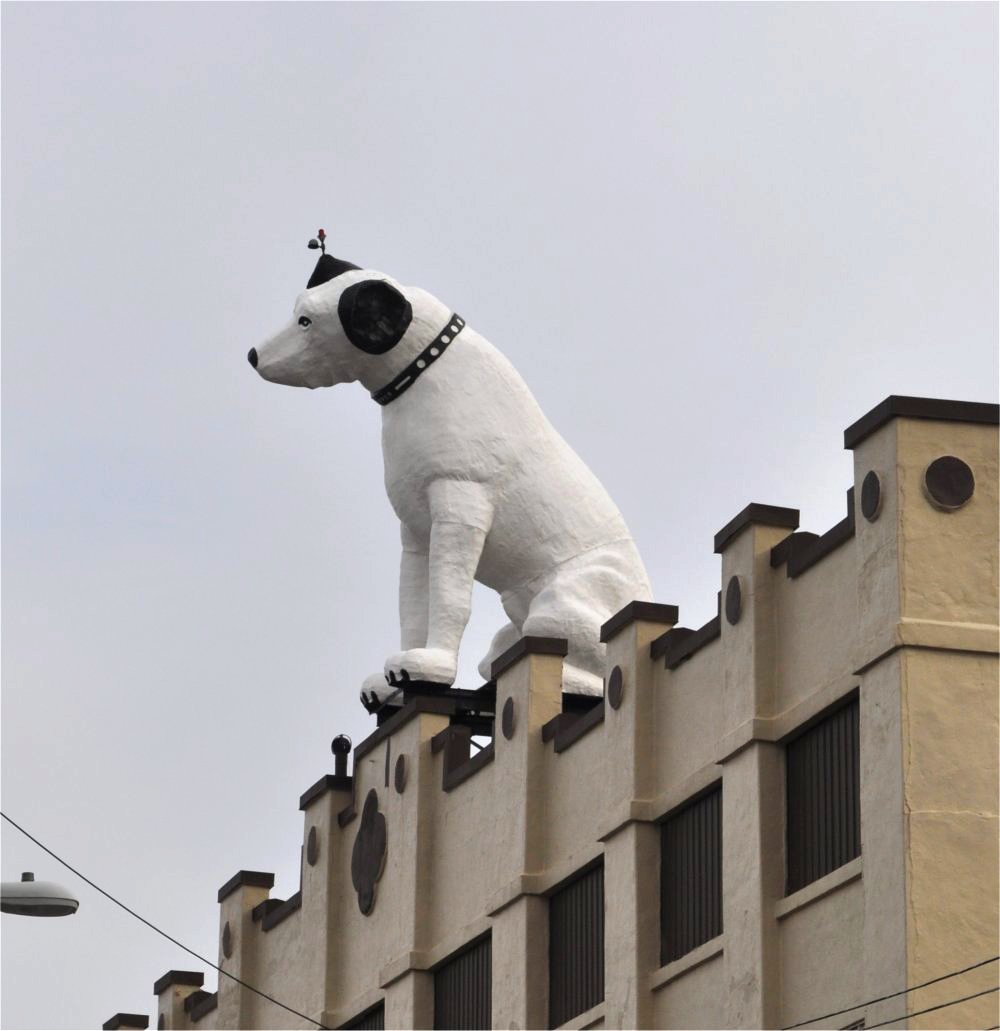
Nipper no topo do antigo prédio da RCA da Broadway, Albany, Nova York

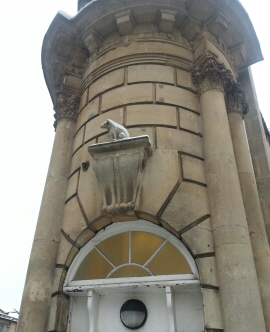
Nipper acima do portão do Merchant Venturers Building em Bristol

Uma réplica em tamanho natural de Nipper aparece no videoclipe de Cyndi Lauper, Time After Time.